# Debbie Reynolds
Debbie Reynolds, nome d'arte di Mary Frances Reynolds (El Paso, 1º aprile 1932 – Los Angeles, 28 dicembre 2016), è stata un'attrice, cantante e ballerina statunitense.

## Biografia

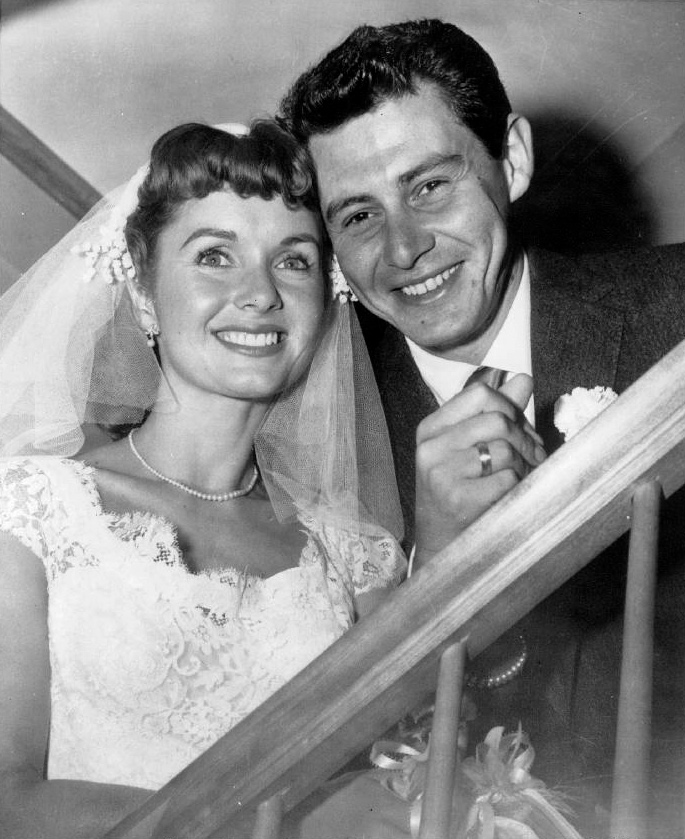
Debbie Reynolds sposa Eddie Fisher (1955)

Figlia di Maxine Harmon e Raymond Francis Reynolds, carpentiere per la Southern Pacific Railroad, aveva origini irlandesi, scozzesi e inglesi. Nel 1948, appena sedicenne, impersonando l'attrice Betty Hutton vinse il concorso di bellezza Miss Burbank, in California, dove i suoi genitori erano emigrati nel 1939. Subito dopo ottenne un contratto cinematografico in esclusiva con la MGM, divenendo ben presto e per lungo tempo una delle più amate "fidanzatina d'America" per la sua bellezza fresca e delicata, oltre che per la grazia e le innate doti di attrice brillante. 
La Reynolds esordì quindicenne in una piccola parte nella commedia Vorrei sposare (1948) di Bretaigne Windust, accanto a Bette Davis e Robert Montgomery, e apparve nel musical Tre piccole parole (1950), in cui cantò il motivo I Wanna Be Loved by You. Ottenne il suo primo grande successo nel 1952 accanto a Gene Kelly e Donald O'Connor nel celebre musical Cantando sotto la pioggia di Stanley Donen, in cui diede prova anche delle sue ottime doti di ballerina e cantante. Nel 1957 la sua canzone Tammy, tratta dal film Tammy fiore selvaggio di Joseph Pevney, raggiunse la prima posizione negli Stati Uniti per tre settimane e, tra le altre, la n. 10 nei Paesi Bassi.
Per tutti gli anni cinquanta e per quasi tutto il decennio successivo fu la vivace interprete di numerosi film, quasi sempre commedie, spesso affiancata da celebri attori. Tra questi si segnalano Tre ragazze di Broadway (1953), diretta ancora da Stanley Donen, Susanna ha dormito qui (1954) di Frank Tashlin, Il fidanzato di tutte (1955) di Charles Walters, Pranzo di nozze (1956) di Richard Brooks, ove ritrovò Bette Davis, La tentazione del signor Smith (1958) di Blake Edwards, Il gioco dell'amore (1959) e Gazebo (1960) di George Marshall, Ragazzi di provincia (1960) di Robert Mulligan, Il piacere della sua compagnia (1961) di George Seaton, La conquista del West (1962) di John Ford, Henry Hathaway, George Mashall e Richard Thorpe, Te la senti stasera? (1963) di Mervyn LeRoy.
Nel 1965 fu candidata agli Academy Awards per la sua energica e radiosa interpretazione (ispirata alla figura dell'inaffondabile Molly Brown) nel musical della MGM Voglio essere amata in un letto d'ottone (1964) di Charles Walters. In seguito recitò in altri film di buon successo come Ciao, Charlie (1964) di Vincente Minnelli, Dominique (1966) di Henry Koster (ispirato alla figura dell'allora celebre suora e cantante belga Sœur Sourire), Divorzio all'americana (1967) di Bud Yorkin e Uffa papà quanto rompi! (1968) di Jerry Paris. Dopo avere preso parte al thriller I raptus segreti di Helen (1971) di Curtis Harrington, in un ruolo inusuale accanto a Shelley Winters, diradò le proprie apparizioni al cinema e si dedicò alle produzioni televisive, tra cui la fortunata serie Ciao Debby! (The Debbie Reynolds Show) nel 1969-1970, e al teatro: esordì con successo a Broadway nel 1973 in un revival di Irene di Harry Tierney, apparendo in tale veste anche in una breve scena di C'era una volta Hollywood (1974) di Jack Haley Jr, film celebrativo della MGM.
Tra i suoi ruoli televisivi importanti, quello dell'invadente ed eccentrica madre di Grace Adler, interpretata da Debra Messing, in vari episodi del periodo 1999-2006 nella sitcom Will & Grace. Dai primi anni novanta l'attrice tornò a recitare in alcune occasioni anche sul grande schermo, apparendo, tra l'altro, in Guardia del corpo (1992) di Mick Jackson, nella parte di se stessa, Tra cielo e terra (1993) di Oliver Stone, Mamma torno a casa (1996) di Albert Brooks e In & Out (1997) di Frank Oz, ove interpretò la madre di Kevin Kline. Gli ultimi lungometraggi al cinema e in televisione in cui apparve sono, rispettivamente, One for the Money (2012) di Julie Anne Robinson e Dietro i candelabri (2013) di Steven Soderbergh.
La Reynolds pubblicò due autobiografie, nel 1988 e nel 2013. 
Debbie Reynolds morì il 28 dicembre 2016, all'età di 84 anni, al Cedars-Sinai Medical Center di Los Angeles, dove era stata ricoverata poco prima a causa di un ictus che l'aveva colpita mentre era a casa del figlio per i preparativi del funerale di sua figlia Carrie Fisher, deceduta il giorno precedente, all'età di 60 anni, a causa di un infarto. Le sue ultime parole sembra che siano state: "Voglio solo stare con Carrie". Il funerale si svolse in forma privata a Los Angeles e fu sepolta, insieme alla figlia (cremata), al Forest Lawn Memorial Park di Hollywood Hills a Los Angeles.

## Vita privata
Debbie Reynolds fu sposata dal 1955 al 1959 con il cantante e attore Eddie Fisher, dal quale ebbe due figli, Carrie e Todd (1958). La coppia si separò quando Fisher sposò la sua migliore amica, l'attrice Elizabeth Taylor, suscitando un grande scalpore anche a livello internazionale e che riempì a lungo le pagine della cronaca rosa. La Taylor e la Reynolds ripresero in seguito la loro amicizia in occasione della partecipazione al film televisivo These Old Broads (2001) di Matthew Diamond, ove i personaggi da loro interpretati misero in ridicolo l'ex-marito di entrambe. In seguito fu sposata con Harry Karl (1960-1974) e con Richard Hamlett (1984-1996), da entrambi i quali divorziò. Era nonna dell'attrice Billie Lourd, figlia di Carrie e dell'agente Bryan Lourd.

## Nella cultura di massa
- Alla figura, pubblica e privata, della Reynolds è ispirato il film Cartoline dall'inferno (1990) di Mike Nichols, tratto da un romanzo semiautobiografico pubblicato nel 1987 dalla figlia Carrie Fisher, ove i personaggi principali sono interpretati da Shirley MacLaine e Meryl Streep.

## Filmografia

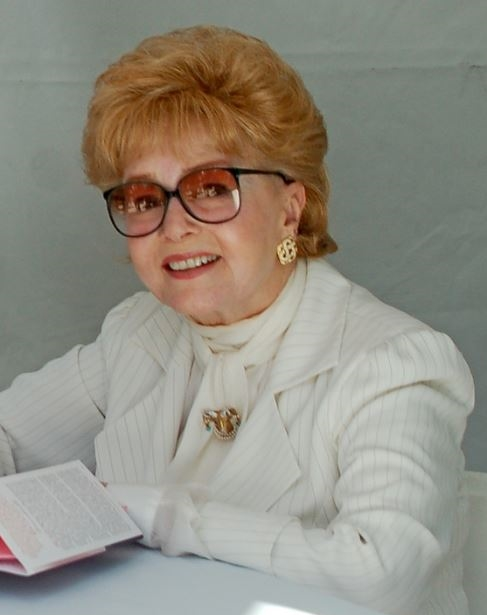
Debbie Reynolds al Los Angeles Times Festival of Books 2013

### Cinema
- Vorrei sposare (June Bride), regia di Bretaigne Windust (1948) – non accreditata
- The Daughter of Rosie O'Grady, regia di David Butler (1950)
- Tre piccole parole (Three Little Words), regia di Richard Thorpe (1950)
- Due settimane d'amore (Two Weeks with Love), regia di Roy Rowland (1950)
- Mr. Imperium, regia di Don Hartman (1951)
- Cantando sotto la pioggia (Singing in the Rain), regia di Stanley Donen e Gene Kelly (1952)
- Gonne al vento (Skirts Ahoy!), regia di Sidney Lanfield (1952) – non accreditata
- I Love Melvin, regia di Don Weis (1953)
- The Affairs of Dobie Gillis, regia di Don Weis (1953)
- Tre ragazze di Broadway (Give a Girl a Break), regia di Stanley Donen (1953)
- Susanna ha dormito qui (Susan Slept Here), regia di Frank Tashlin (1954)
- Athena e le 7 sorelle (Athena), regia di Richard Thorpe (1954)
- Tutti in coperta (Hit the Deck), regia di Roy Rowland (1955)
- Il fidanzato di tutte (The Tender Trap), regia di Charles Walters (1955)
- Donne... dadi... denaro! (Meet Me in Las Vegas), regia di Roy Rowland (1956) – non accreditata
- Pranzo di nozze (The Catered Affair), regia di Richard Brooks (1956)
- Un turbine di gioia (Bundle of Joy), regia di Norman Taurog (1956)
- Tammy fiore selvaggio (Tammy and the Bachelor), regia di Joseph Pevney (1957)
- La tentazione del signor Smith (The Happy Feeling), regia di Blake Edwards (1958)
- Il gioco dell'amore (The Mating Game), regia di George Marshall (1959)
- Dinne una per me (Say One for Me), regia di Frank Tashlin (1959)
- Cominciò con un bacio (It Started with a Kiss), regia di George Marshall (1959)
- Gazebo (The Gazebo), regia di George Marshall (1959)
- Ragazzi di provincia (The Rat Race), regia di Robert Mulligan (1960)
- Pepe, regia di George Sidney (1960)
- Il piacere della sua compagnia (The Pleasure of His Company), regia di George Seaton (1961)
- Lo sceriffo in gonnella (The Second Time Around), regia di Vincent Sherman (1961)
- La conquista del West (How the West Was Won), regia di John Ford, Henry Hathaway, George Marshall e Richard Thorpe (1962)
- I miei sei amori (My Six Lovers), regia di Gower Champion (1963)
- Te la senti stasera? (Mary, Mary), regia di Mervyn LeRoy (1963)
- Voglio essere amata in un letto d'ottone (The Unsinkable Molly Brown), regia di Charles Walters (1964)
- Ciao, Charlie (Goodbye Charlie), regia di Vincente Minnelli (1964)
- Dominique (The Singing Nun), regia di Henry Koster (1966)
- Divorzio all'americana (Divorce American Style), regia di Bud Yorkin (1967)
- Uffa papà quanto rompi! (How Sweet It Is!), regia di Jerry Paris (1968)
- I raptus segreti di Helen (What's the Matter with Helen?), regia di Curtis Harrington (1971)
- La meravigliosa, stupenda storia di Carlotta e del porcellino Wilbur (Charlotte's Web), regia di Charles A. Nichol (1973) – solo voce
- C'era una volta Hollywood (That's Entertainment!), regia di Jack Haley Jr. (1974)
- Kiki - Consegne a domicilio (Majo no takkyûbin), regia di Hayao Miyazaki (1989) – solo voce nella versione inglese
- Guardia del corpo (The Bodyguard), regia di Mick Jackson (1992)
- Tra cielo e terra (Heaven & Earth), regia di Oliver Stone (1993)
- Mamma torno a casa (Mother), regia di Albert Brooks (1996)
- In fuga a Las Vegas (Wedding Bell Blues), regia di Dana Lustig (1996)
- In & Out, regia di Frank Oz (1997)
- Paura e delirio a Las Vegas (Fear and Loathing in Las Vegas), regia di Terry Gilliam (1998) – solo voce
- Nonna trovami una moglie (Zack and Reba), regia di Nicole Bettauer (1998)
- Rudolph, il cucciolo dal naso rosso (Rudolph the Red-Nosed Reindeer: The Movie), regia di William R. Kovalciuk (1998) – solo voce
- I Rugrats a Parigi - Il film (Rugrats in Paris: The Movie), regia di Stig Bergqvist e Paul Demeyer (2000) – solo voce
- Light of Olympia, regia di San Wei Chan (2008) – solo voce
- One for the Money, regia di Julie Anne Robinson (2012)
- In the Picture, regia di David Strohmaier – cortometraggio (2012)

### Televisione
- Debbie Reynolds and the Sound of Children, regia di Marc Breaux – film TV (1969)
- Pat Paulsen's Half a Comedy Hour – serie TV, 1 episodio (1970)
- Ciao Debby! (The Debbie Reynolds Show) – serie TV, 26 episodi (1969-1970)
- Luna di miele (Aloha Paradise) – serie TV, 7 episodi (1981)
- Madame's Place – serie TV, 1 episodio (1982)
- Alice – serie TV, 1 episodio (1982)
- Love Boat (The Love Boat) – serie TV, 3 episodi (1980-1983)
- Jennifer – serie TV, 1 episodio (1983)
- Hotel – serie TV, 1 episodio (1986)
- Perry Mason: Partitura mortale (Perry Mason: The Case of the Musical Murder), regia di Christian I. Nyby II – film TV (1989)
- Cuori senza età (The Golden Girls) – serie TV, 1 episodio (1991)
- Due nonne e un bebè (Battling for Baby), regia di Art Wolff – film TV (1992)
- Wings – serie TV, 1 episodio (1994)
- Pappa e ciccia (Roseanne) – serie TV, 1 episodio (1997)
- Halloweentown - Streghe si nasce (Halloweentown), regia di Duwayne Dunham – film TV (1998)
- Il Natale più bello della mia vita (The Christmas Wish), regia di Ian Barry – film TV (1998)
- Rudolph, il cucciolo dal naso rosso (Rudolph the Red-Nosed Reindeer: The Movie), regia di William R. Kowalchuk (1998) – solo voce
- A Gift of Love: The Daniel Huffman Story, regia di John Korty – film TV (1999)
- Virtual Mom, regia di Laurie Lynd – film TV (2000)
- Rugrats: Acorn Nuts & Diapey Butts, regia di Louie del Carmen, Jim Duffy e Chris Hermans – film TV (2000) - solo voce
- These Old Broads, regia di Matthew Diamond – film TV (2001)
- Halloweentown II - Kalabar's Revenge, regia di Mary Lambert – film TV (2001)
- Il tocco di un angelo (Touched by an Angel) – serie TV, 1 episodio (2001)
- Generation Gap, regia di Wil Shriner – film TV (2002)
- First Monday – serie TV, 1 episodio (2002)
- I Rugrats (Rugrats) – serie TV, 10 episodi, solo voce (2000-2002)
- Halloweentown High - Libri e magia (Halloweentown High), regia di Mark A.Z. Dippé – film TV (2004)
- Will & Grace – serie TV, 12 episodi (1999-2006)
- Ritorno ad Halloweentown (Return to Halloweentown), regia di David Jackson – film TV (2006)
- Lolo's Cafe, regia di Guy Vasilovich – film TV (2006) - solo voce
- Kim Possible – serie TV, 4 episodi (2003-2007) - solo voce
- I Griffin (Family Guy) – serie TV, 1 episodio (2008) - solo voce
- I pinguini di Madagascar (The Penguins of Madagascar) – serie TV, 1 episodio (2010) - solo voce
- Dietro i candelabri (Behind the Candelabra), regia di Steven Soderbergh – film TV (2013)
- I 7n (The 7D) – serie TV, 1 episodio (2015) - solo voce

## Riconoscimenti
- Premio Oscar
  - 1965 – Candidatura alla miglior attrice per Voglio essere amata in un letto d'ottone
  - 2016 – Premio umanitario Jean Hersholt

- Golden Globe
  - 1951 – Candidatura alla miglior interprete debuttante per Tre piccole parole
  - 1957 – Candidatura a migliore attrice in un film commedia o musicale per Un turbine di gioia
  - 1965 – Candidatura alla migliore attrice in un film commedia o musicale per Voglio essere amata in un letto d'ottone
  - 1970 – Candidatura alla miglior attrice in una serie commedia o musicale per Ciao Debby!
  - 1997 – Candidatura alla migliore attrice in un film commedia o musicale per Mamma torno a casa

- Satellite Award
  - 1997 – Miglior attrice non protagonista per Mamma torno a casa

### Altri riconoscimenti
- 1953 – Young Hollywood Hall of Fame[10]
- 1956 – National Board of Review Award alla miglior attrice non protagonista per Pranzo di nozze
- 2014 – Premio Screen Actors Guild

## Doppiatrici italiane
Nelle versioni in italiano dei suoi film, Debbie Reynolds è stata doppiata da:
- Rita Savagnone ne Il gioco dell'amore, Cominciò con un bacio, Gazebo, Mamma torno a casa, Halloweentown - Streghe si nasce, Halloweentown II - La vendetta di Kalabar, Halloweentown High - Libri e magia, Ritorno ad Halloweentown, Dietro i candelabri
- Fiorella Betti in Athena e le 7 sorelle, Tutti in coperta, Un turbine di gioia, Tammy fiore selvaggio, La conquista del West, Voglio essere amata in un letto d'ottone, Dominique
- Maria Pia Di Meo ne Il fidanzato di tutte, Pranzo di nozze, Il piacere della sua compagnia, Ciao, Charlie, Divorzio all'americana
- Renata Marini in Susanna ha dormito qui, La tentazione del signor Smith, Lo sceriffo in gonnella
- Tina Centi nelle canzoni de La conquista del West, Voglio essere amata in un letto d'ottone, Dominique
- Anna Rita Pasanisi in Tra cielo e terra, In & Out
- Lorenza Biella ne Il tocco di un angelo, One for the Money
- Flaminia Jandolo in Cantando sotto la pioggia
- Rosetta Calavetta in Ragazzi di provincia
- Vittoria Febbi in Dinne una per me
- Lucia Catullo in Uffa papà quanto rompi!
- Emanuela Fallini in Ciao Debby!
- Dhia Cristiani in C'era una volta Hollywood
- Aurora Cancian in Cuori senza età
- Paila Pavese in Perry Mason: Partitura mortale
- Alina Moradei ne Il dono di Daniel
- Germana Dominici in Nonna trovami una moglie
- Angiolina Quinterno in Will & Grace (st. 1-7)
- Angiola Baggi in Will & Grace (st. 8)

Da doppiatrice è stata sostituita da:
- Serena Verdirosi ne La meravigliosa, stupenda storia di Carlotta e del porcellino Wilbur (dialoghi)
- Marisa Sannia ne La meravigliosa, stupenda storia di Carlotta e del porcellino Wilbur (canto)
- Graziella Polesinanti ne I Rugrats
- Antonella Giannini in Rudolph, il cucciolo dal naso rosso (Mitzi)
- Alina Moradei in Rudolph, il cucciolo dal naso rosso (Mamma Natale)
- Cristina Grado in Kim Possible